# Simple-English-Wikipedia
Die Simple-English-Wikipedia ist eine englischsprachige Version des freien Onlinelexikons Wikipedia. Geschrieben wird sie vornehmlich in Basic English, einer vereinfachten Form des Englischen, oder in Special English, einer kontrollierten Form der Weltsprache. Erklärtes Ziel der am 17. November 2003 gegründeten Website ist der Aufbau einer Enzyklopädie, die sich an „Leute mit unterschiedlichen Bedürfnissen wendet, wie etwa Schüler oder Studenten, Kinder, Erwachsene mit Lernbehinderung und Leute, die versuchen, Englisch zu lernen“. Im November 2018 enthielt die Website 140.394 Artikel, die von 775.914 registrierten Benutzern bearbeitet wurden, davon waren über 877 besonders aktiv.

## Beschreibung
Die Artikel bei der Simple-English-Wikipedia fallen in aller Regel kürzer aus als bei ihrem Gegenstück, der englischsprachigen Wikipedia, und bieten lediglich Basisinformationen zum Thema. Tim Dowling von der britischen Tageszeitung The Guardian erklärte, dass sich „die Simple-English-Version auf gemeinhin akzeptierte Fakten“ beschränkt.
Die Schnittstellen (Interfaces) sind einfacher klassifiziert: Zum Beispiel wurde der Link Random Article, der in der deutschsprachigen Wikipedia dem Link „Zufälliger Artikel“ entspricht, durch Show Any Page („Zeige irgendeine Seite“) ersetzt. Wenn man mit der Maus über einen roten Link fährt, wird not yet started („noch nicht gestartet“) angezeigt, statt page does not exist („Seite nicht vorhanden“). Die Benutzer (user) sind eingeladen, Artikel zu „ändern“ (change) statt zu „bearbeiten“ (edit). Das angewendete Vokabular umfasst rund 2000 allgemein gebräuchliche Wörter des Englischen und stützt sich größtenteils auf Basic English, eine aus 850 Wörtern gebildete Hilfssprache des Englischen, die in den 1920er Jahren vom britischen Sprachwissenschaftler Charles Kay Ogden entwickelt wurde.

## Gebrauch als Mittel zum Englischlernen
Die einfache Aufmachung der Simple-English-Wikipedia erleichtert Anfängern das Lernen der englischen Sprache. Die simple Wortstruktur und Syntax beeinträchtigen zwar den Informationsgehalt und können für englische Muttersprachler und gute Zweitsprecher grammatikalisch etwas abstrakt sein, dafür sind die Informationen leicht verständlich beschrieben. Material aus der Simple-English-Wikipedia bildet die Grundlage für das Wikipedia-Hilfsprojekt One Encyclopedia per Child („Eine Enzyklopädie pro Kind“), das als Teil der Initiative One Laptop per Child („Ein Laptop pro Kind“) weltweit die Bildung armer Kinder fördert.